# Alexander Lawton Mackall
Alexander Lawton Mackall (Chestnut Hill, 23 de Maio de 1888 — West New Brighton, 1968) foi um escritor, jornalista, crítico de gastronomia americano. Editor de diversas publicações nova-iorquinas, foi também conferencista de renome e professor convidado de diversas universidades norte-americanas. Manteve uma estreita relação com a cultura portuguesa, sendo condecorado com a Ordem de Cristo e criando, através da The Lawton Mackall Foundation, um prémio monetário anual destinado a estudantes portugueses que se distinguissem num conjunto de escolas secundárias seleccionadas pela fundação.

## Biografia
Lawton Mackall foi filho de Leonard Covington Mackall e de sua mulher, Louisa Frederika Lawton Mackall, uma família patrícia descendente de um dos pioneiros da colonização britânica em Maryland (um dos pioneers). Estudou na Sheffield Scientific School (Yale) obtendo um bacharelato em artes (BA.) pela Universidade de Yale em 1910 e um mestrado em artes (MA.), pela mesma escola, em 1911, tendo aí sido Fellow in English nos anos de 1910-1911.
Inicialmente destinado a seguir uma carreira em Direito, optou pela literatura e depois pelo jornalismo. Passou então a contribuir com ensaios de crítica literária e depois da vida social, com destaque para a gastronomia, para diversos jornais e revistas. Foi também autor de numerosas narrativas curtas e contos, quase sempre de carácter humorístico e com forte cunho de crítica social.
Em 1912 iniciou-se como membro da equipa editorial da Century Magazine, passando pouco depois para a Vanity Fair. Foi editor adjunto da G. Schirmer, Inc., uma editora especializada em música.
Foi editor da revista "Judge" e editor dramático da Leslie's até 1920, passando então a director editorial da New Fiction Publishing Corporation.
Entre 1920 e 1923 foi membro do Board of Higher Education da cidade de New York. Foi também membro do conselho de administração do Brooklyn College e do Queens College. Fez parte da The Authors' League of America.
Lawton Mackall era considerado um excepcional connoisseur dos vinhos europeus, com destaque para os franceses, tendo publicado múltiplos artigos sobre enologia.
Uma das suas obras, o guia dos restaurantes de Nova Iorque Knife and Fork in New York (1948), é considerado um clássico do género, precursor do célebre Zagat's Survey.
Foi um dos autores do guião da comédia If I Had a Million (Paramount, 1932), um filme rodado por sete directores, entre os quais Ernst Lubitsch e James Cruze.
Era sócio correspondente da Associação dos Arqueólogos Portugueses, tendo uma relação estreita com alguns dos membros da elite governante do Estado Novo. Em reconhecimento da sua relação com a cultura portuguesa recebeu o grau de oficial da Ordem de Cristo. Através da The Lawton Mackall Foundation, criada em New York, instituiu um prémio escolar destinado a alunos que se distinguissem num conjunto de escolas portuguesas. A instituição e as regras do prémio foram aprovadas pela Portaria n.º 17 811, de 11 de Julho de 1960[ligação inativa], do Ministério da Educação de Portugal.
Casou a 15 de Março de 1913 com Virginia Woods, tendo um filho desse casamento, Robert Lawton Mackall (1915-1932), que faleceu jovem. Voltou a casar a 22 de Abril de 1926 com Ruth Dexter MacMillan, não tendo filhos desse casamento.

## Principais obras publicadas
- A Perfect Fool, Everybody’s Magazine, Agosto 1925
- Bizarre (ilustrado por Lauren Stout), Lieber & Lewis, New York, 1923.
- Black Jitney, The Century, Março 1916
- Broadway’s Poet Laureate, Everybody’s Magazine, Janeiro 1926
- Clair de Loony, Zest, Janeiro 1927
- Hum and Grow Rich, Colliers, Junho 20 1925
- Knife and Fork in New York, Doubleday, New York, 1949;
- Light Breakfast, The Century, Abril 1916
- Poodle Oodle of Doodle Farm (com Ruth Mackall);
- Portugal for Two, 1931;
- Scrambled Eggs, Stewart & Kidd Company, Cincinnati, 1920;
- Scrambled Eggs, The Smart Set, Junho 1915
- The Creeping Fingers, The Century, Outubro 1915
- The Man with the Hose, The Century, Setembro 1915
- The Night of the Fleece, The Century, Agosot 1915
- The Restaurateur's Handbook (colaboração com Charles A. Faissole), 1938.